# Puccinia rottboelliae
Puccinia rottboelliae är en svampart som beskrevs av P. Syd. & Syd. 1904. Puccinia rottboelliae ingår i släktet Puccinia och familjen Pucciniaceae.   Inga underarter finns listade i Catalogue of Life.